# 何祗
何 祗（か し、生没年不詳）は、中国後漢末期から三国時代の政治家。字は君粛。益州蜀郡の出身。

## 経歴
蜀郡太守楊洪によって門下書佐として迎えられる。才策功幹があるとして郡吏に推薦され、後に督軍従事となった。
時に諸葛亮は法を用いること厳格で、何祗の行状が放縦で職務を怠っているとの噂を聞き、すぐにみずから彼の管轄下の牢獄の状況を調べようとした。衆人は心配したが、何祗はひそかにこれを聞くと、夜のうちに燈火をともして囚人を見回り、調書を読みこんだ。諸葛亮が明け方にやってくると、何祗はことごとくをこれを闇誦し、諮問に対する応答は滞ることなく、諸葛亮は彼の能力を高く評価した。
転出して成都県令に任命された。その時、郫県県令が欠けたため、何祗に二県の県令を兼ねさせた。この二県の戸籍人口は雑多であり、都治にとても近く、さまざまな種類の犯罪者がいた。何祗は職務中は常に居眠りをしていたが、目を覚ますとその度に嘘の訴えを見抜いたので、人々は何祗に摘発されるのを畏れ、ある者は何らかの不思議な術を修めていると考え、欺こうとする者は一人もいなくなった。帳簿を人に読み上げさせると、何祗は読み上げるのを聴きつつ心中で計算して合計に差違はなかったという。
汶山の異民族が不穏な動きをしていたため、何祗を汶山太守に任命したところ、異民族は彼を信じて服属した。何祗が広漢太守となった後に、異民族はまた反乱を起こし、何祗を太守に戻してくれれば我らは安心できると上表した。再び何祗を任命するのは難しかったため、何祗の親族を抜擢して行かせたところ、汶山はまた安定を取り戻した。
さらに転じて犍為太守となり、在任中に48歳で亡くなった。

## 人物
若い時は貧乏だったが、人となりは寬厚で成熟しており、体躯は大変に立派だった。また大いに飲食し、歌と女を好み、身持ちは倹約することもなく、そのために敬意を払う者は少なかった。楊洪が彼の才能を見抜き取り立てたところ、あっという間に楊洪と同格の太守にまで出世したため、人々は楊洪と彼を見い出した諸葛亮を賞賛した。
楊洪は朝会の度に何祗の隣に座っていたが、ある時ふざけて何祗を馬に例えて、君の馬はどうやったら走るのかと聞いた。何祗は馬が走ろうとしないのは、あなたが鞭を打とうしないからですと答えた。周りの人々はこれを伝えて笑い話とした。
張嶷が疾病にかかった際、彼の家は貧しかった。広漢太守であった何祗の名声が厚く義の人だと聞いていたため、張嶷は久しく交流の絶えていた何祗の元を訪ね、治療の面倒を見てもらえないかと頼んだ。何祗は財を傾けて援助し、数年かかって張嶷は回復した。
若いころ夢で井戸の中に桑（桒）が生え、夢占いの得意な趙直に相談したところ、趙直は「桒は本来井戸の中にあるものではないから、植え替えねばならない。桒の字は四つの十の下に八と書くので、あなたの寿命は恐らくこれを越える事はないだろう」と語った。何祗は「それだけ生きられれば十分です」と笑った。
広漢郡の王離という者は、才幹を認められて督軍従事となり、法を用いて公平に職務に当たり、しばらくすると何祗の代わりに犍為太守となった。彼の統治には美績があったが、聡明さでは何祗に及ばなかった一方で文辞の美しさは何祗を凌いでいた。